# TSAロック

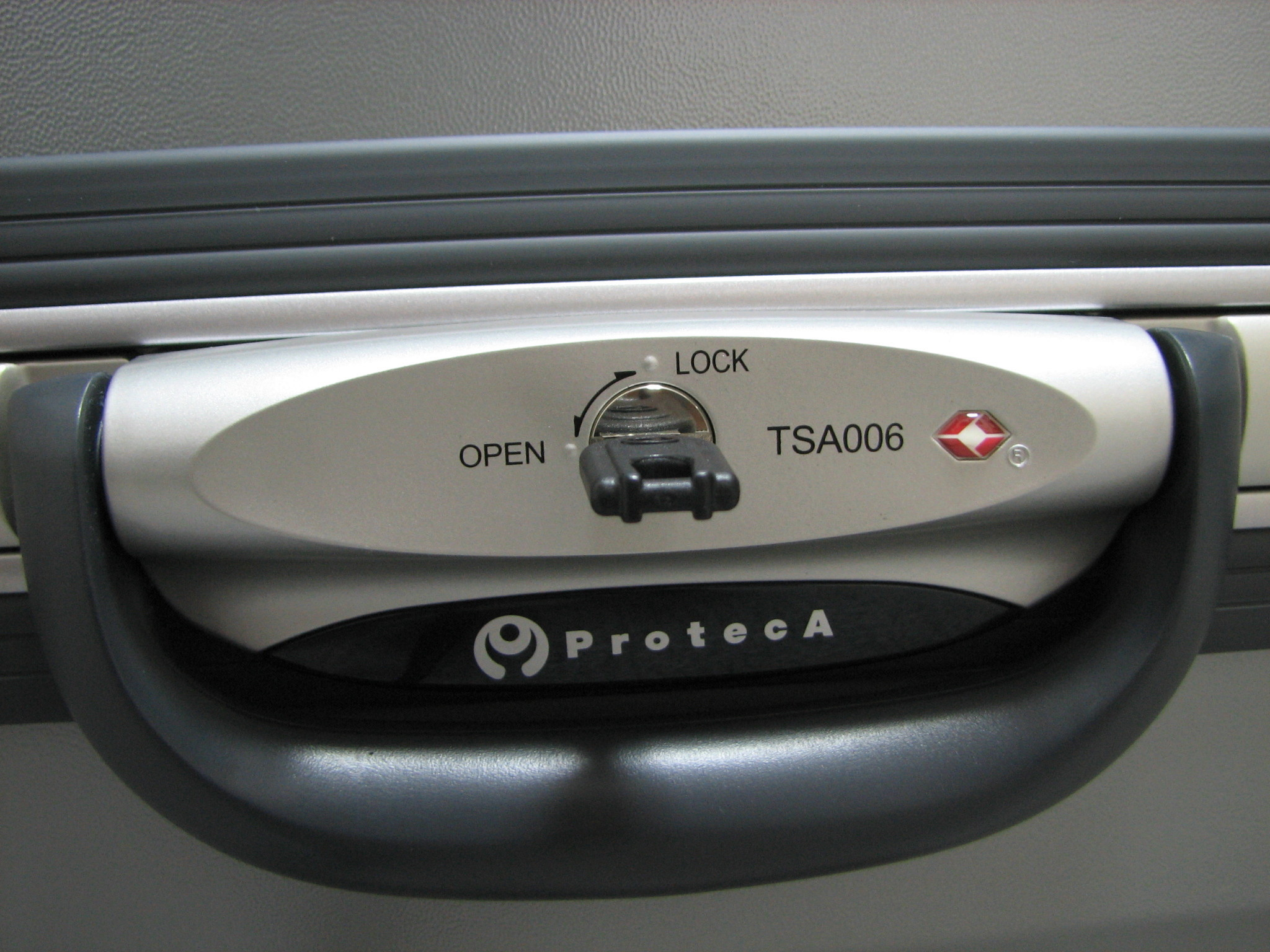
スーツケースのTSAロック

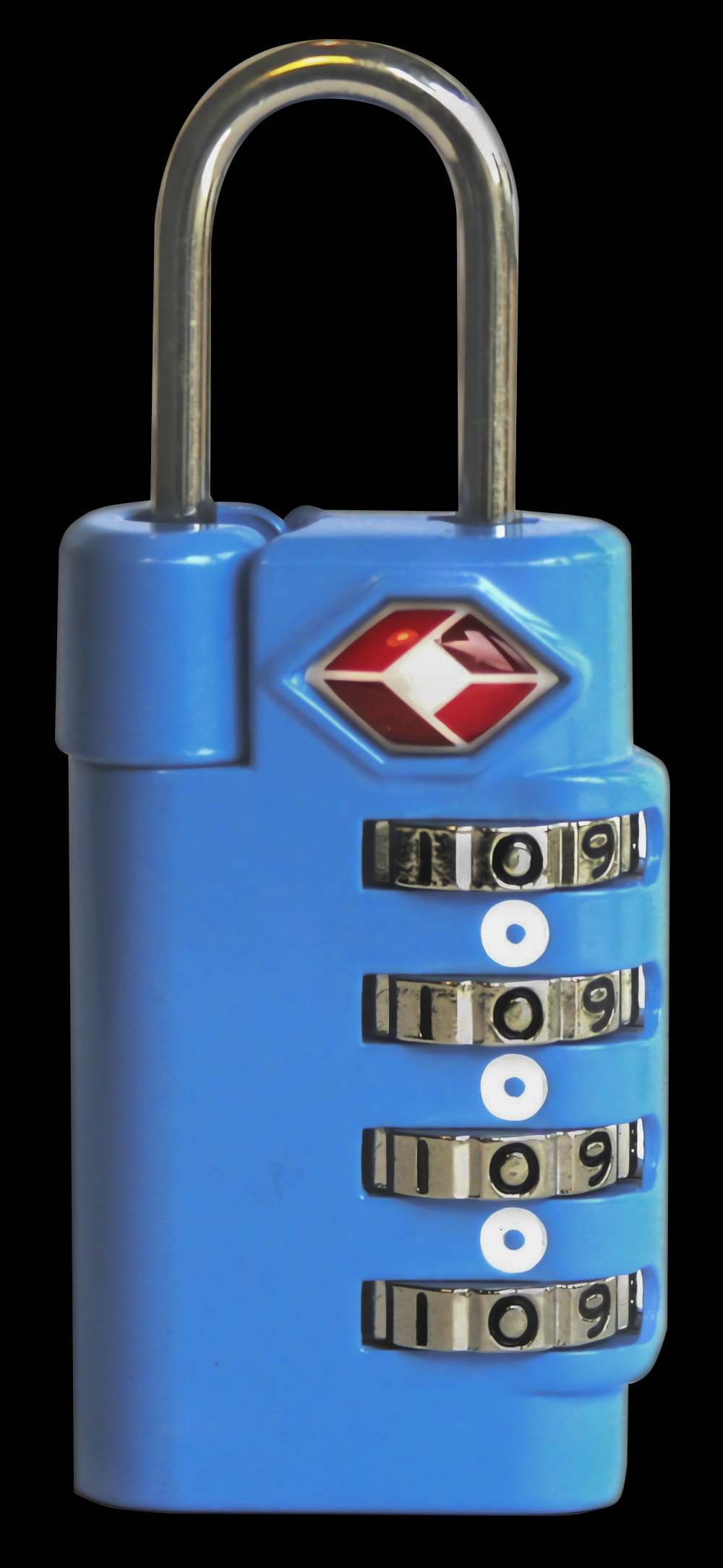
南京錠のTSAロック

TSAロック（ティーエスエーロック）とは、アメリカ合衆国国土安全保障省の運輸保安庁（Transportation Security Administration, TSA）から認定を受けた、旅具等に備えられた施錠機構の総称である。「赤い菱形（トラベルセントリー社製）」または「赤い松明（SafeSkies社製）」のマークが付いている。名称のTSAとは運輸保安局のアクロニムである。

## 機能・役割
アメリカ合衆国領土で、旅客機に搭乗手続きする際、持ち込み手荷物または受託手荷物は、通常は空港警備の一環として、電磁的スクリーニング検査（X線透視検査）を行うが、運輸保安庁係官が中身を直接目視検査する場合もありうるため、一切施錠しないことが求められている。
施錠された荷物については、運輸保安庁係官が錠機構を破壊することを認められており、破壊されたり内容物の盗難があったりしても損害補償は一切ない。
しかし、TSAロック機能が装備された荷物・錠前等は、持ち主が自分の鍵で施錠してあっても運輸保安庁係官が専用の合鍵を用いて、随意荷物を抜き取り開錠し荷物を検査することが出来る。そのため、米国領土（グアム、サイパン等も含む）から出航する航空機への預け入れ時にも、施錠して渡すことが出来る。
TSAロック採用製品は、スーツケース・南京錠・スーツケースベルト・ワイヤーロックなどが存在する。抜き取り検査の対象となったことを示すインジケータが付いている製品もある。

## 背景
2001年9月11日に発生したアメリカ同時多発テロ事件以降、アメリカ合衆国を出入国する者が、携帯する荷物への保安検査が大幅に強化された。米国領土（グアム、サイパン等を含む）に到着する国際旅客の預け入れ手荷物についても、引渡し前に電磁的な検査によって不審物のチェックを実施し、疑わしい物については開封して目視チェックをするようになった。また、米国領土から出航する航空機での預け入れの際は、電磁的な検査に不審な結果が無くても、ランダムに開封検査の対象となるようになった。

## 問題
TSAロックは原則として、検査後は再施錠されるが、まれに施錠されずに返却されるトラブルも報告されており、この状態のTSAロックではTSA職員に再ロックを依頼せねば鍵として機能しないため、注意が必要である。また、TSAロックで施錠されているにもかかわらず、鞄もしくはロックを破壊して検査される事例も存在する。
2015年9月、インターネット上でTSA001 - TSA007の7種類のマスターキーの写真が流出し、これを元にマスターキーの3Dデータが作成・公開されたため、3Dプリンターで合鍵が誰でも作成可能となる事態となった。この事例から、近年はTSAロックの使用は無意味、もしくは逆に危険とみなされるようになりつつある。そのため、主要な北アメリカの航空会社は、TSAロックを含む全ての施錠を「しない」よう推奨するケースも少なくない。